# Cyrto-hypnum leptocladum
Cyrto-hypnum leptocladum là một loài Rêu trong họ Thuidiaceae. Loài này được (Taylor) W.R. Buck & H.A. Crum mô tả khoa học đầu tiên năm 1990.